# Bonnay, Somme

Bonnay este o comună în departamentul Somme, Franța. În 1 ianuarie 2022 avea o populație de 248 de locuitori.